# Saravale

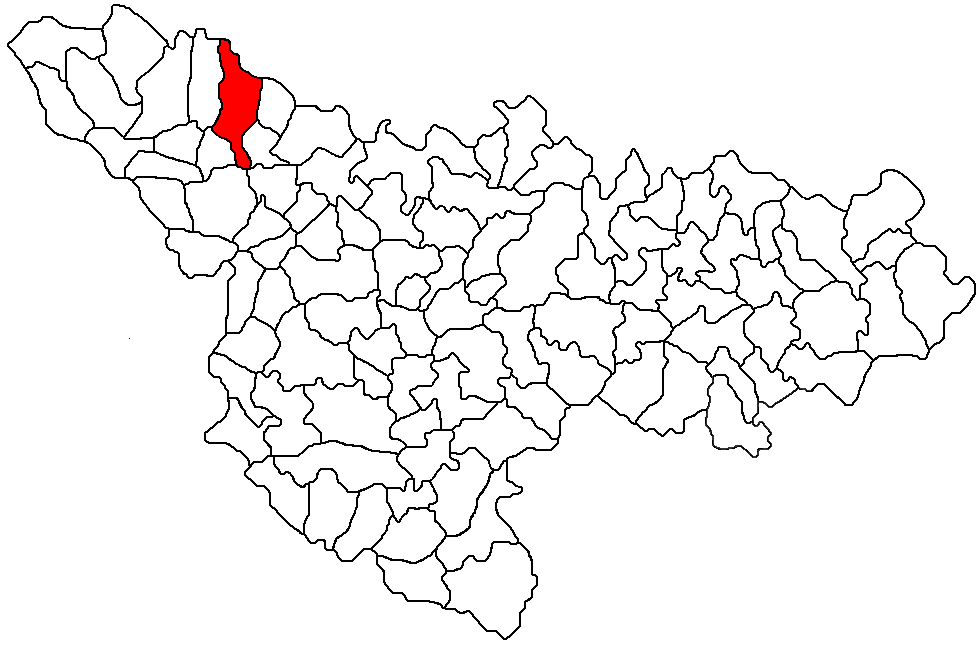
Lage der Gemeinde Saravale im Kreis Timiș

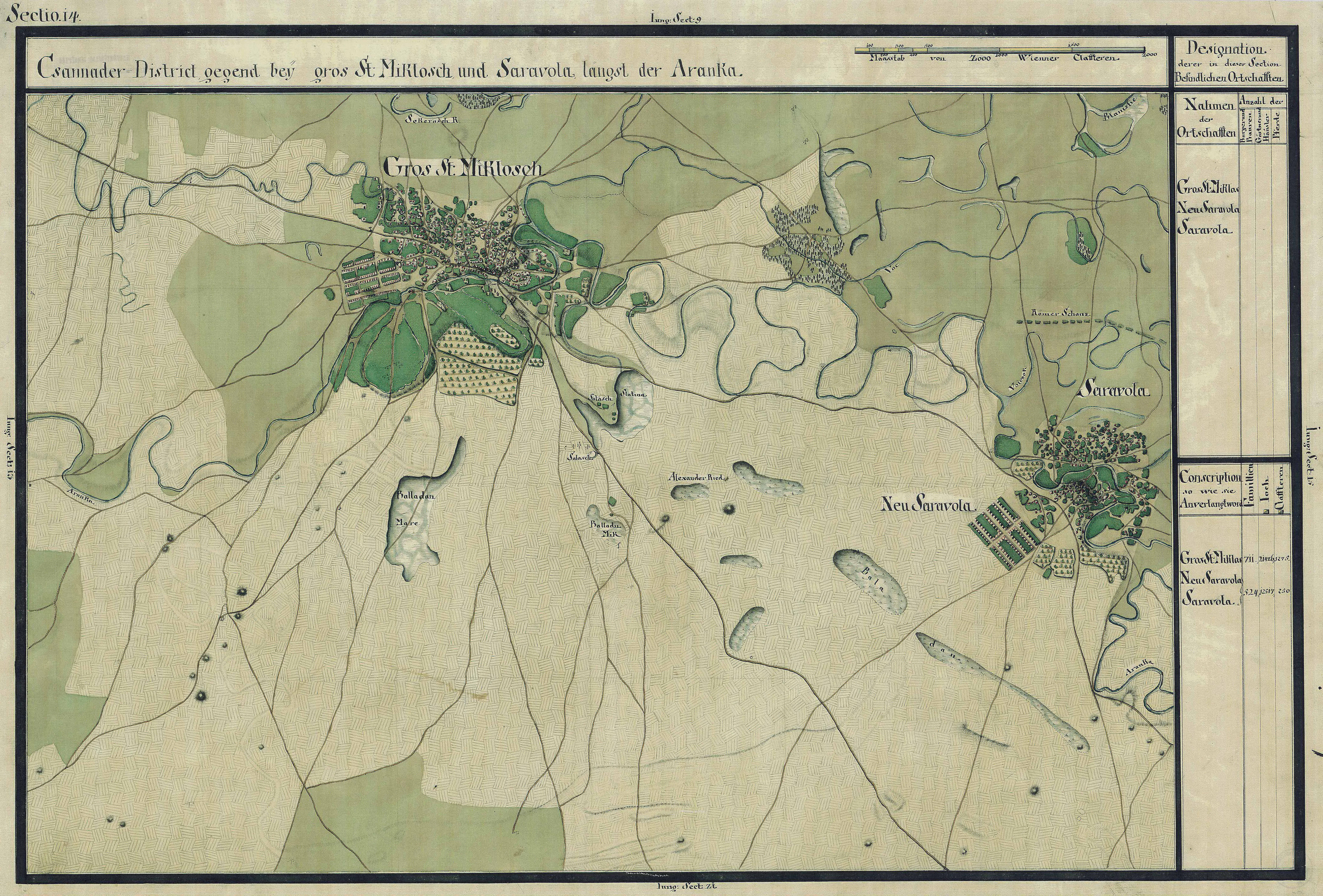
Saravale auf der Josephinischen Landaufnahme (1769–1772)

Saravale (umgangssprachlich Șarafola; deutsch Sarafol, ungarisch Sárafalva, serbisch/kroatisch Саравола/Saravola) ist eine Gemeinde im Kreis Timiș, in der Region Banat, im Südwesten Rumäniens.

## Geografische Lage
Saravale liegt im Westen des Kreises Timiș, an der Kreisstraße DJ 682, in 65 Kilometer Entfernung von Timișoara, 50 Kilometer von Arad und 10 Kilometer von Sânnicolau Mare.

## Nachbarorte
| Ungarn          | Nădlac                                      | Igriș         |
| Sânnicolau Mare | Kompassrose, die auf Nachbargemeinden zeigt | Periam        |
| Tomnatic        | Lovrin                                      | Sânpetru Mare |

## Geschichte
Eine erste urkundliche Erwähnung des Ortes stammt aus den Jahren 1333–1335, als die Siedlung unter der Bezeichnung Zarafola in den päpstlichen Zehntlisten auftauchte und von Rumänen bewohnt war. In den darauffolgenden Jahrhunderten treten verschiedene Schreibweisen auf: 1557–1558 Csaranola, 1655 Szarafalu, 1723 Szaravolla, 1851 Szaravika. 1926 erhält die Ortschaft die amtliche Bezeichnung Saravale.
1508 gehörte das Gut der Familie Patocsi. 1529 zerstörten die Türken die Siedlung vollständig. Anschließend besiedelte Francisc Patocsi den Ort mit Serben. Die Serben nennen das Dorf Saravola. Nach dem Frieden von Passarowitz (1718), als das Banat eine Habsburger Krondomäne wurde, war Sarafol Teil des Temescher Banats. In der Zeitspanne 1723–1725 wurden Rumänen hier angesiedelt. Später ließen sich auch Deutsche aus Tomnatic und Gottlob nieder. Auf der Mercy-Karte von 1723 ist die Ortschaft Sarafal vermerkt.
Am 4. Juni 1920 wurde das Banat infolge des Vertrags von Trianon dreigeteilt. Der größte, östliche Teil, zu dem auch Saravale gehört, fiel an das Königreich Rumänien.
Die Gemeinde ist seit 2004 durch Ausgliederung aus der Gemeinde Sânpetru Mare (Großsanktpeter) hervorgegangen.

## Demografie
| 1880 | 3606 | 1891 | 108 | 447 | 1160            |
| 1910 | 3944 | 2093 | 109 | 496 | 1246            |
| 1930 | 3714 | 2087 | 86  | 377 | 1164            |
| 1977 | 2804 | 2035 | 32  | 66  | 671             |
| 2002 | 2540 | 1943 | 17  | 18  | 562             |
| 2021 | 2610 | 1274 | 8   | -   | 1328 (989 Roma) |